# Eratoneura opulenta
Eratoneura opulenta är en insektsart som först beskrevs av Beamer 1932.  Eratoneura opulenta ingår i släktet Eratoneura och familjen dvärgstritar. Inga underarter finns listade i Catalogue of Life.